# Timothy Too Kiptanui
Timothy Too Kiptanui (* 5. Januar 1980 in Kakiptui bei Kabiyet, Distrikt Nandi, Provinz Rift Valley) ist ein kenianischer Mittelstreckenläufer.
In der Grundschule fing er mit dem 400-Meter-Lauf an und betrieb zusätzlich den 400-Meter-Hürdenlauf und den 800-Meter-Lauf, als er in die Nanyuki High School wechselte. Nach seinem Schulabschluss 1999 versuchte er, einen Milchvertrieb aufzubauen, nach dessen Scheitern er wieder mit dem Laufen anfing. 2002 schloss er sich einer von Wilfred Bungei geleiteten Trainingsgruppe an und verbesserte seine Zeit über 1500 m auf 3:42,7 min.
2003 wurde er auf Empfehlung von Bungei vom Manager Gianni Demadonna unter Vertrag genommen und betätigte sich als Tempomacher bei Läufen in Europa. Am 3. Juni lief er in Mailand die 1500 m in 3:34,07 min. Der Versuch, sich für die Leichtathletik-Weltmeisterschaften 2003 zu qualifizieren, scheiterte wegen einer Lebensmittelvergiftung.
Nachdem er in der Hallensaison erneut als Tempomacher unterwegs war (unter anderem für den Weltrekord über 5000 m von Kenenisa Bekele), konzentrierte er sich darauf, nun für sich selbst zu laufen. Als Dritter der kenianischen Ausscheidungskämpfe fuhr er zu den Olympischen Spielen in Athen, wo er über 1500 m den vierten Platz belegte. 
Timothy Too Kiptanui gehört zur Ethnie der Nandi. Von seinem Großvater hat er den Spitznamen „Swara“ (Antilope) ererbt, den dieser sich dadurch erwarb, dass er Antilopen jagte, indem er ihnen so lange nachlief, bis sie vor Erschöpfung zusammenbrachen.

## Persönliche Bestzeiten
- 800 m: 1:44,49 min, 8. September 2004, Rovereto
- 1500 m: 3:30,04 min, 23. Juli 2004, Paris/Saint-Denis
- 5000 m (Halle): 13:32,44 min, 13. Februar 2009, Düsseldorf